# Анак Каян
Ана́к Ка́ян (малайск. Anak Kayan; «Дети Каяна») — фольклорный музыкальный оркестр в Малайзии. Создан в 2010 г. в Куантане (штат Паханг). Основатель Нур Азман Норави (малайск. Noor Azman b. Norawi), более известный под псевдонимом Ман Каян.
Оркестр состоит из 15 музыкантов, играющих на традиционных малайских инструментах (различные ударные, гонги) и исполняющих народные песни и мелодии. Активно гастролирует по стране. Многократный участник Международного фестиваля поэзии и народной песни в Пангкоре.

## Награды
- Партнер Саммита по туризму Всемирной организации хоумстей (World Homestay Organisation Summit for Tourism) (27.1.2019)
- Грамота Объединения искусства и литературы (Persada) (2020)